# Хлебозаводы Москвы

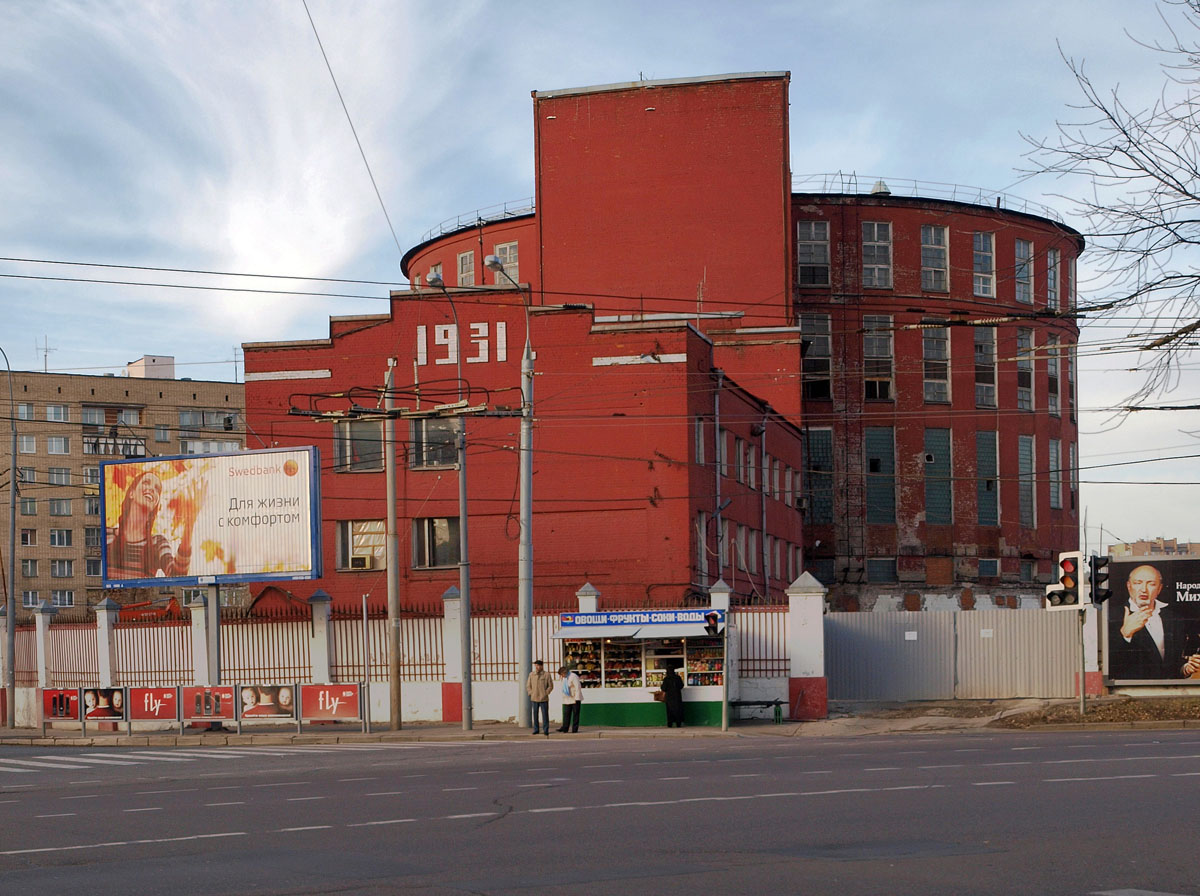
Хлебозавод № 5 имени Зотова

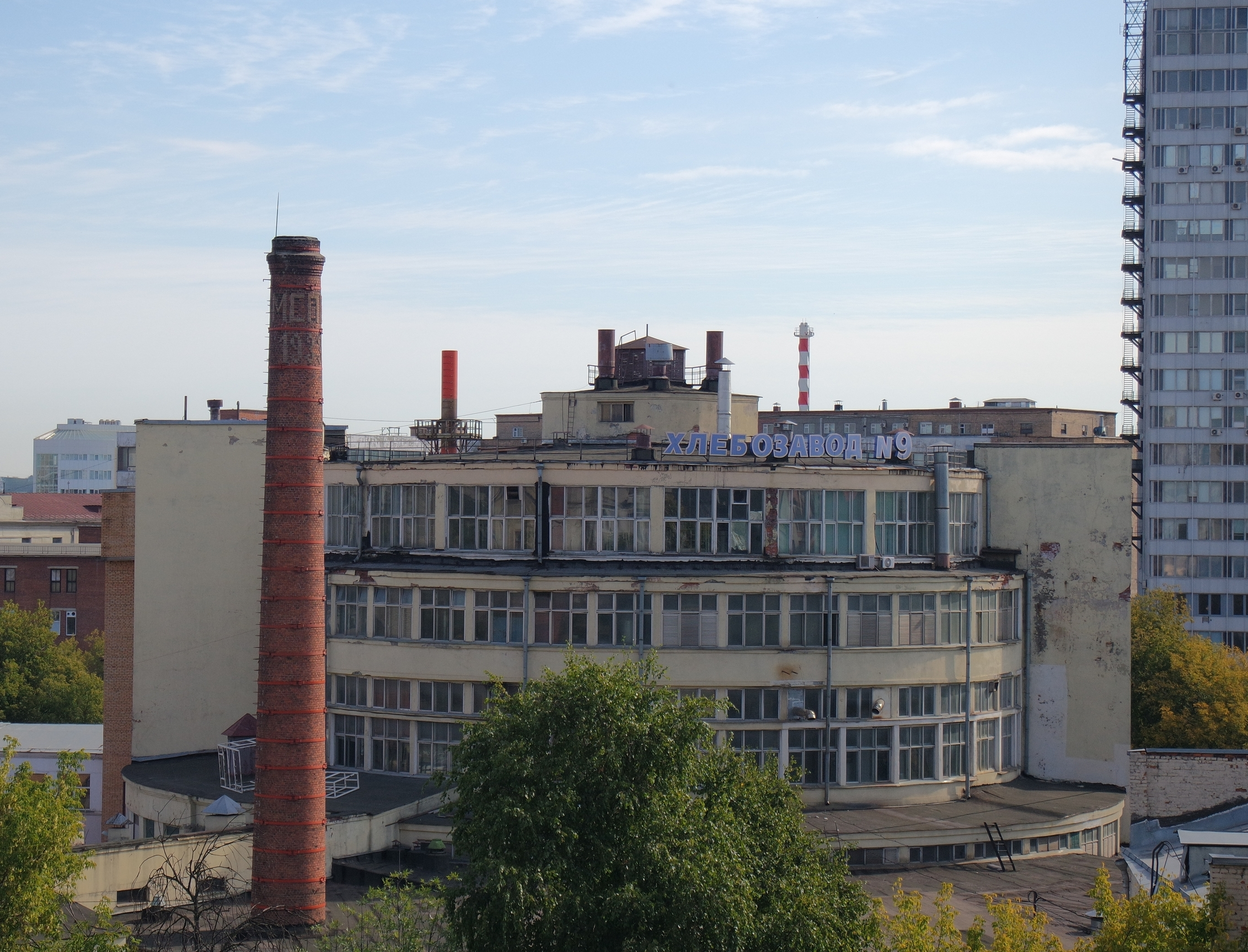
Хлебозавод № 9

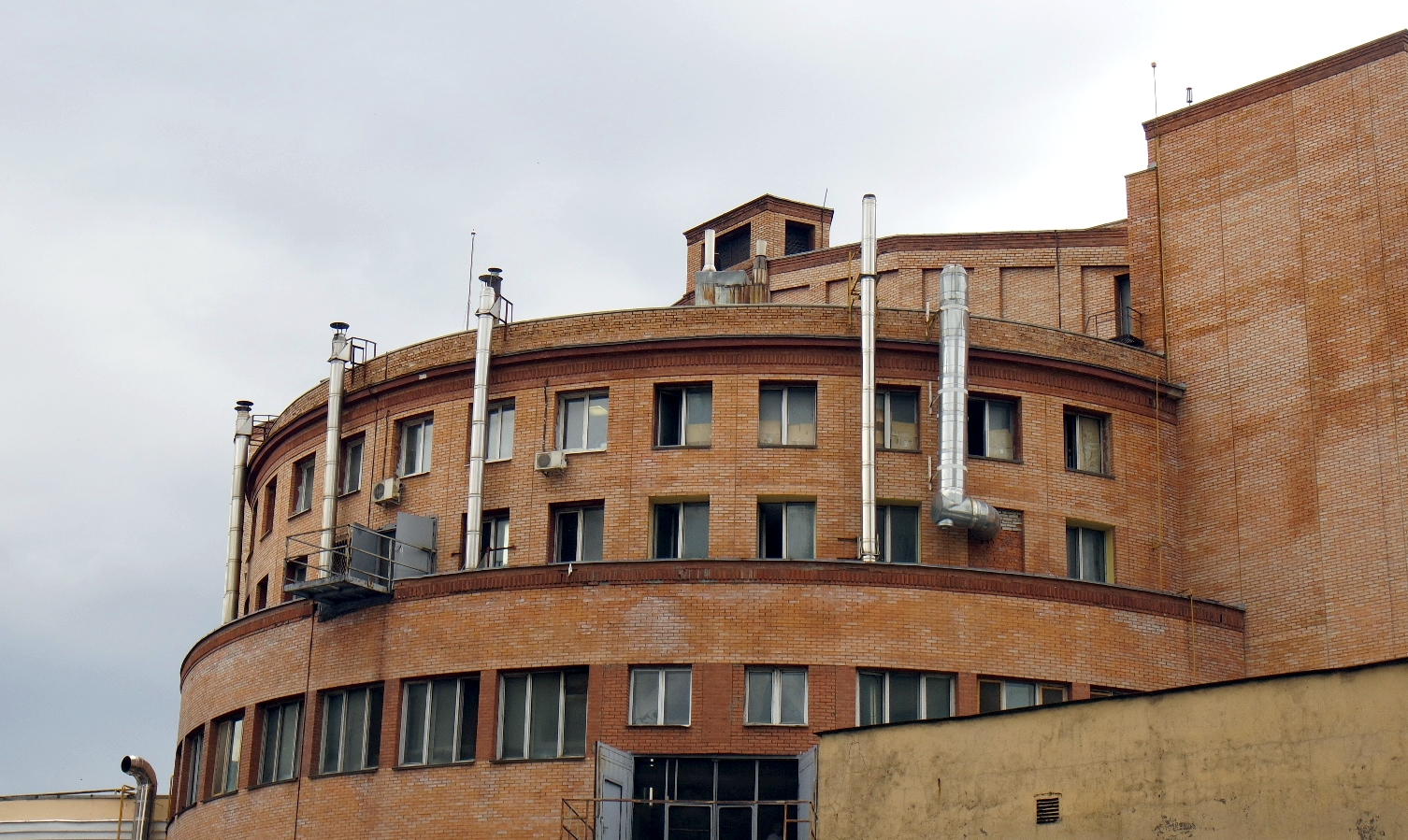
Экспериментальный кондитерско-булочный комбинат «Звёздный» (№ 11)

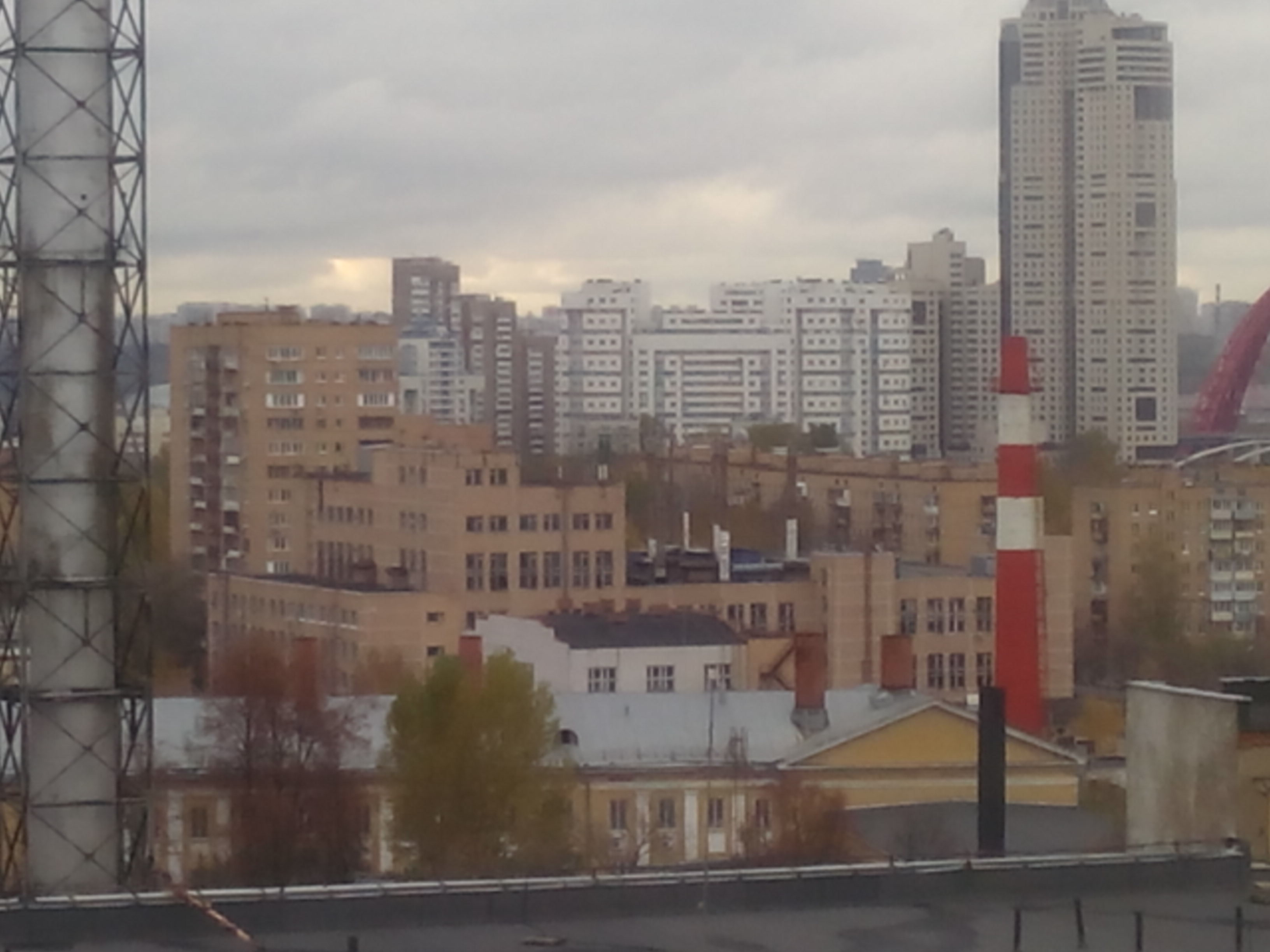
Хлебозавод № 17 «Серебряный бор»

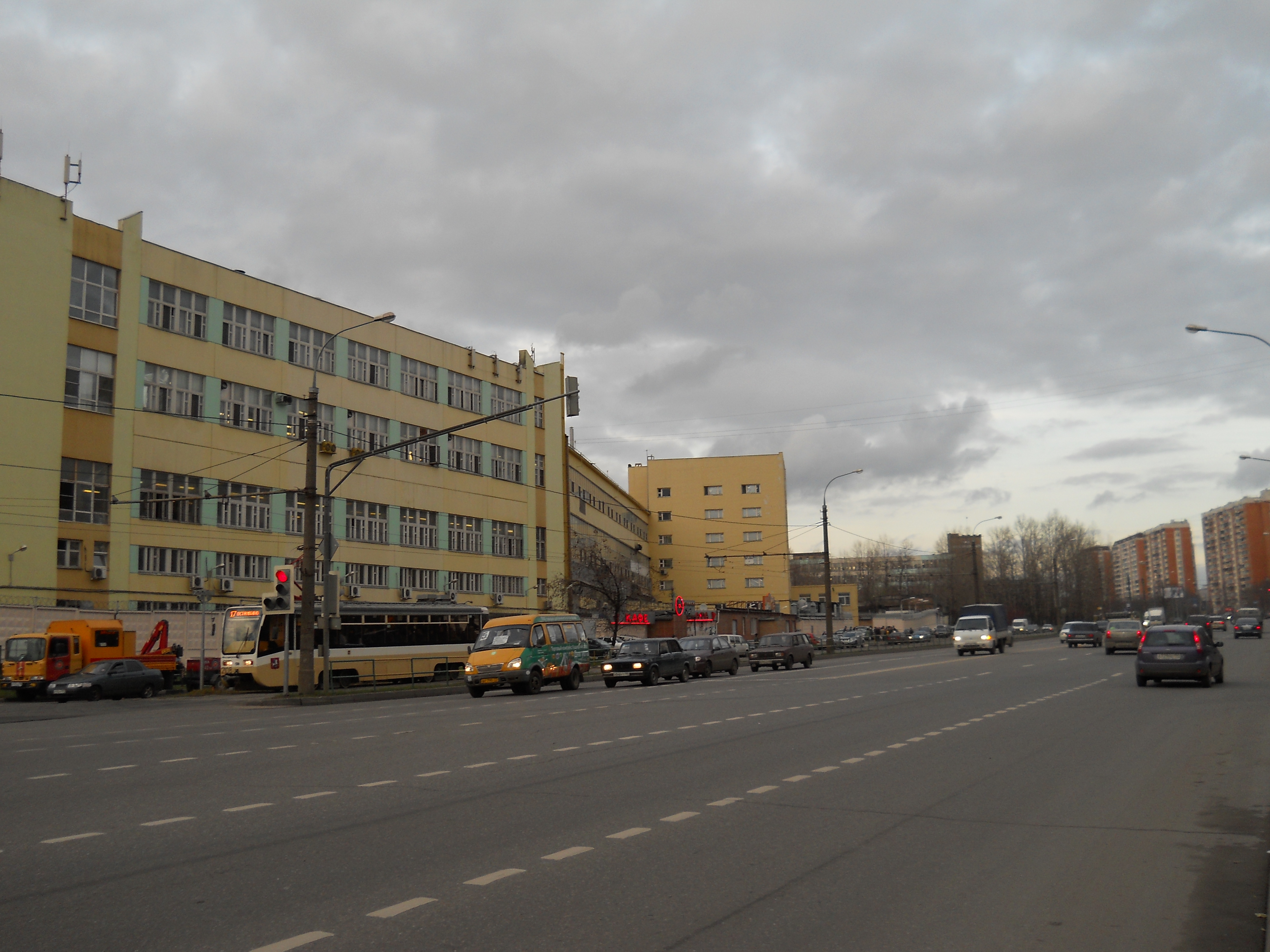
Завод «Пеко» (№ 26)

Хлебозаводы Москвы — действующие и закрытые московские предприятия, специализирующиеся на выпуске хлебобулочной продукции в промышленных масштабах. По состоянию на 2015 год в Москве действуют 18 хлебозаводов, а также 2 кондитерско-булочных комбината со значительным объёмом выпуска хлебобулочного ассортимента и завод бараночных изделий.

## История
До 1920-х годов в Москве, как и в большинстве городов мира, основная масса хлебобулочной продукции выпекалась на небольших предприятиях — в мини-пекарнях при продовольственных лавках и булочных, небольших цехах с низким уровнем механизации. В 1920 году выпущен декрет Совнаркома «О концентрации хлебопечения в Москве», поставивший задачу перехода от кустарного к централизованному производству, а учреждённое в 1924 году акционерное общество «Мельстрой» освоило выпуск промышленного хлебопекарного оборудования, тем самым созданы предусловия к переходу на промышленное хлебопечение.
В 1925 году на базе учебного-производственного комбината Центросоюза создан Хлебозавод № 1, импортное оборудование которого позволяло выпекать до 60 тонн пшеничного и ржаного хлеба в сутки, проект завода стал одним из типовых для будущих предприятий. Второй тип хлебозаводов спроектирован Георгием Марсаковым, технология предусматривала конвейерное кольцевое концентрическое размещение оборудования — процесс начинался в заквасочном отделении на верхних этажах, далее — опара спускалась в тестомесильное отделение, где также осуществлялось брожение, далее — вниз в тесторазделочное отделение, далее — в печи, и на нижние этажи приходила уже готовая продукция; при этом удалось полностью исключить ручные операции. Производства со стопроцентным уровнем автоматизации относили к классу хлебозаводов-автоматов, в качестве первого в СССР такого класса предприятия упоминается Хлебозавод № 9, тем не менее, пущенный ранее Хлебозавод № 7 изначально именовался «Хлебозавод-автомат Кировского района». Технологическое решение отразилось на цилиндрической форме корпусов, всего в Москве в период 1931—1936 годов было построено 5 заводов по технологии Марсакова. Ключевой организатор массового строительства хлебозаводов в начале 1930-х годов — заведующий производственным отделом хлебопечения Моспотребсоюза Василий Зотов, ставший впоследствии наркомом пищевой промышленности; первый завод, построенный по кольцевой технологии, впоследствии назван его именем. Уже к 1933 году за счёт планомерного ввода в эксплуатацию крупных предприятий Москва вышла на первое место в мире по уровню хлебопекарной механизации, а к 1934 году хлебное производство в городе было механизировано полностью. Опыт Москвы по индустриализации хлебопечения распространён на другие города Советского Союза, в результате к 1940 году в СССР было построено 280 крупных хлебозаводов и на них выпекалось более 55 % всей хлебопродукции.
С изменением структуры потребления многие хлебозаводы, построенные начиная со второй половины 1950-х годов, изначально ориентированы на весомую долю кондитерского ассортимента. В первой половине 1970-х годов построено 6 хлебозаводов, в основном в новых районах города. Начиная со второй половины 1970-х годов осуществлялась реконструкция первых предприятий.
В 1992—1994 годы большая часть хлебозаводов акционирована по программе приватизации, часть оставалась государственными предприятиями вплоть до первой половины 2000-х годов, последний ФГУП — Хлебозавод № 9, — акционирован в 2006 году (но 100 % акций завода сохранено за государством, притом несколько раз Федеральное агентство по управлению госимуществом пыталось продать завод, окончательно приватизировано предприятие только в 2015 году по цене ниже годового оборота). В 1990-е годы из-за появления большого количества мини-пекарен, допуска на рынок иногородних поставщиков в связи с либерализацией торговли, а также по причине общего снижения потребления хлеба, объём выпуска московских хлебозаводов значительно снизился — с 780 тыс. тонн за 1991 год до 472 тысяч тонн в 2002 году. Однако, в общем объёме хлебопродукции крупные хлебозаводы сохранили основную долю рынка, так, по состоянию на 2002 год ими сбывалось 70 % хлеба в Москве, тогда как малые предприятия и иногородние производители поставляли по 15 % хлебной продукции.
В 2000-е годы на фоне роста цен на землю и недвижимость резко обострилась борьба за владение хлебозаводами, особенно расположенными в центре столицы, некоторые предприятия подверглись враждебным поглощениям. По состоянию на 2015 год на месте пяти бывших хлебозаводов возведены офисные центры, на месте трёх — строятся жилые комплексы.
Во второй половине 2000-х годов выделилось несколько крупных игроков, сконцентрировавших в одних руках по несколько хлебопекарных предприятий, прежде всего, собравшая шесть заводов компания «Настюша» (обанкротившаяся в конце 2010-х годов и утратившая часть активов) и владеющая четырьмя предприятиями группа «Черёмушки», однако по состоянию на 2010 год рынок не считался достаточно консолидированным для совместных действий производителей. Потребление хлеба неуклонно снижается, притом в Москве — один из самых низких показателей по России: в среднем москвич по данным на конец 2000-х годов приобретал не более 90 кг хлеба в год, что приблизительно соответствует средним западноевропейским показателям, тогда как в отдельных российских регионах среднедушевое потребление хлеба доходило до 270 кг в год. К 2009 году среднесуточный объём выпуска хлеба в Москве составил 1,8 тыс. тонн, 70 % продукции (в натуральном выражении) выпекалось на хлебозаводах, в денежном выражении более 30 % московского рынка хлебобулочных изделий разделили предприятия группы «Черёмушки» (10 %), Хлебозавод № 22 (8 %), «Черкизово» (7 %) и «Коломенское» (6 %).

## Список
Серым выделены ликвидированные предприятия. Знаком «◎» отмечены заводы с корпусами цилиндрических форм, на которых устанавливалось кольцевое оборудование по системе Марсакова.
Номерные хлебозаводы:
Кроме «номерных» хлебозаводов к числу московских предприятий, выпускающих промышленные партии хлебобулочных изделий, относятся кондитерско-булочные комбинаты и заводы, специализирующиеся на сушечно-бараночном ассортименте: